# Jeanne de Navarre (1370-1437)
Pour les articles homonymes, voir Jeanne de Navarre.
Jeanne de Navarre, née vers 1370 à Pampelune et morte le 9 juillet 1437 à Havering-atte-Bower, est une des filles du roi Charles II de Navarre et de Jeanne de France. Elle est successivement duchesse de Bretagne, puis reine d'Angleterre. Mariée en premières noces en 1386 avec Jean IV de Bretagne dans le but de détacher ce dernier de son alliance avec l'Angleterre, Jeanne lui donne plusieurs enfants et joue un rôle déterminant dans son rapprochement diplomatique avec la France et sa réconciliation avec son rival Olivier V de Clisson en 1393. À la mort de son époux en 1399, elle devient régente du duché de Bretagne pendant la minorité de son fils aîné Jean V.
Désirant épouser le roi Henri IV d'Angleterre, Jeanne de Navarre doit renoncer à la régence du duché en 1402, avant d'être autorisée à se rendre en Angleterre l'année suivante. Son second mariage ne produit aucun enfant, mais elle demeure proche de son nouvel époux et intercède parfois auprès de lui en faveur de ses sujets. Jeanne entretient par ailleurs de bonnes relations avec les enfants d'Henri IV nés de son premier mariage. Devenue veuve en 1413, elle est accusée de sorcellerie sous le règne de son beau-fils Henri V et est recluse pendant trois ans, avant d'être libérée en 1422. Jeanne de Navarre mène pendant le restant de sa vie une existence discrète et meurt en 1437.

## Biographie

### Enfance et premier mariage
Jeanne de Navarre est le septième enfant de Charles II de Navarre, surnommé « le Mauvais », et de son épouse Jeanne de France, sœur du roi Charles V le Sage. Elle voit le jour à Pampelune vers 1370, en l'absence de son père : ce dernier, souvent appelé à se rendre dans son comté d'Évreux en France, nomme son épouse lieutenant-général du royaume de Navarre pendant trois ans, entre mai 1369 et août 1372. L'enfance de Jeanne demeure complètement méconnue jusqu'en 1381, date à laquelle elle est capturée au château de Breteuil en Normandie et retenue comme otage avec ses frères à la cour du roi Charles VI en France, en gage du bon comportement de leur père. En effet, Charles II de Navarre, petit-fils de Louis X, estime avoir une revendication au trône de France et intrigue contre Charles V pendant toute la durée de son règne. Finalement vaincu et privé de ses fiefs français, il obtient la libération de ses enfants, après quelques mois de captivité aux conditions honorables à la cour du roi de France à Paris.
Après la mort de son épouse Éléonore d'Aragon, survenue le 13 août 1382, Jean Ier de Castille désire se remarier et envisage d'épouser Jeanne de Navarre. Ce mariage permettrait de renforcer les liens entre la Castille et la Navarre, déjà unies depuis le 27 mai 1375 par le mariage de Charles, le frère aîné de Jeanne, avec Éléonore, la sœur cadette de Jean. En outre, ce dernier est allié au royaume de France et essaie de détacher Charles II de Navarre de leurs ennemis, notamment l'Angleterre, en ce contexte de guerre de Cent Ans. Toutefois, le projet est abandonné par Jean Ier de Castille lui-même, qui épouse dès le 14 mai 1383 Béatrice de Portugal. L'existence de Jeanne de Navarre pendant les années suivantes est inconnue : vraisemblablement, aucune autre proposition de mariage ne lui est faite. Finalement, au début de l'année 1386, ses oncles maternels Jean Ier de Berry et Philippe II de Bourgogne, régents de France au nom de leur neveu Charles VI depuis 1380, envisagent de lui faire épouser le duc Jean IV de Bretagne.

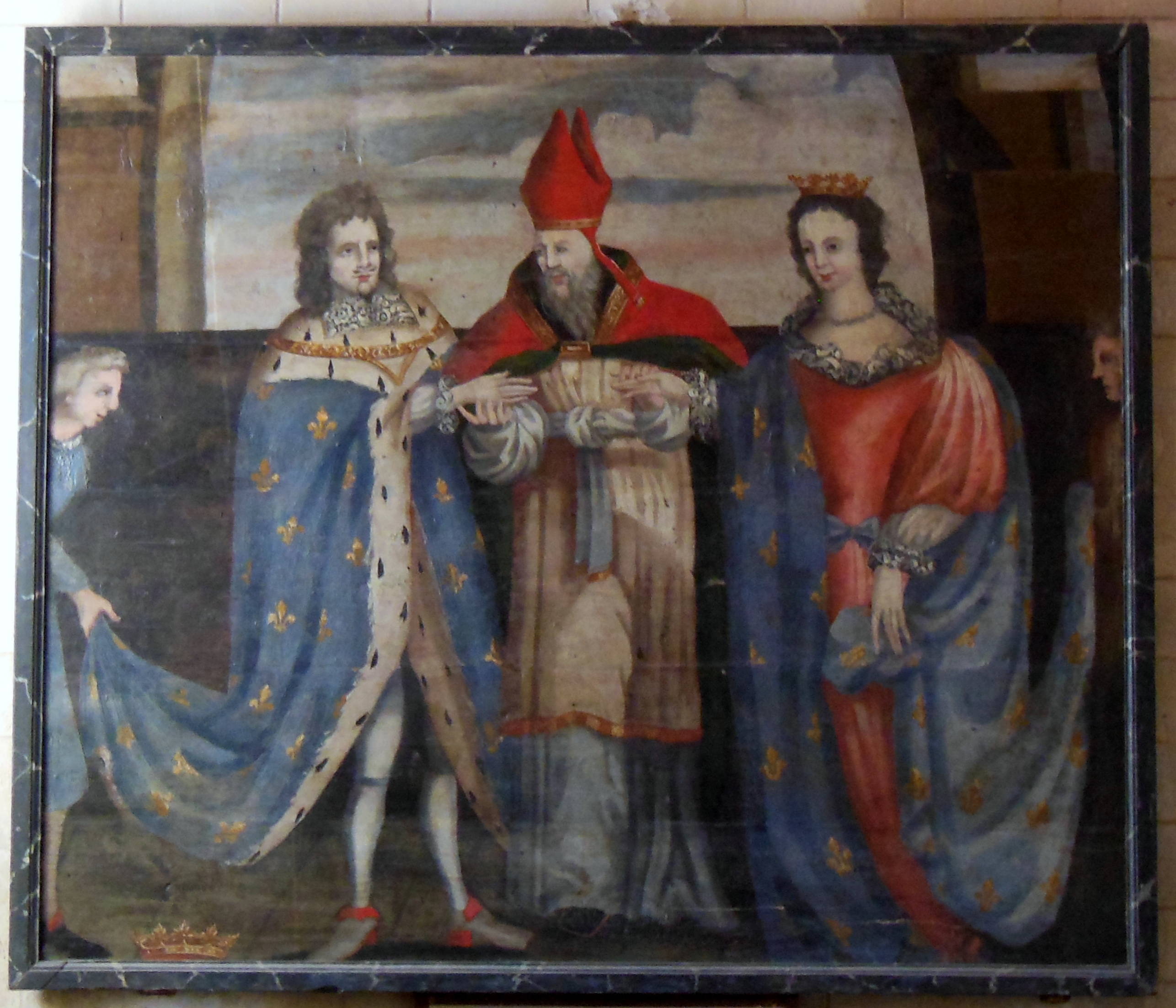
Mariage de Jean IV, duc de Bretagne et Jeanne de Navarre, tableau du XVII conservé à l'église Saint-Clair de Saillé

En 1386, Jean IV de Bretagne a déjà contracté deux mariages avec Marie d'Angleterre et Jeanne Holland, qui n'ont produit aucune descendance. Soucieux depuis le second traité de Guérande de s'assurer de la neutralité du duc de Bretagne et de l'empêcher de contracter une troisième alliance matrimoniale avec l'Angleterre, les régents de Charles VI lui proposent d'épouser Jeanne de Navarre. Les négociations entre les cours de France, de Bretagne et de Navarre sont entreprises par Jeanne de Navarre, sœur de Charles II et épouse de Jean Ier de Rohan. Le contrat de mariage est signé le 25 août 1386 à Pampelune par Charles II de Navarre, qui accorde à sa fille une dot d'un montant de 120 000 livres. De son côté, Jean IV de Bretagne fixe le douaire de sa future épouse, qui comprend les villes de Nantes et de Guérande. Le mariage est célébré officiellement en la cathédrale de Bayonne par procuration, en l'absence de l'époux, le 2 septembre 1386. Jeanne de Navarre est ensuite escortée par le baron breton Pierre de Lesnerac, dont la flotte accoste au port du Croisic le 4 septembre 1386.  Le mariage aurait été ensuite solennisé le 11 septembre 1386 en la chapelle de Saillé (antérieure à l'actuelle église Saint-Clair).

### Duchesse de Bretagne
Quelques mois après son mariage, en février 1387, le couple ducal reçoit plusieurs présents à l'occasion de la célébration de ses noces, qui comprennent notamment des bijoux, des faucons et plusieurs types de vin. Les relations entre Jeanne de Navarre et son époux semblent étroites, les chroniqueurs bretons n'hésitant pas à souligner que la nouvelle duchesse conquiert rapidement le cœur du duc, et que ce dernier lui présente une tendresse que la jeune femme n'a jamais reçue auparavant de la part de son père. Jeanne apprend au même moment la mort de son père, survenue le 1er janvier 1387. Les chroniqueurs contemporains prétendent que Charles II de Navarre est mort accidentellement dans d'atroces circonstances : alors qu'il est fortement épuisé, ses médecins préconisent de l'envelopper dans un drap imbibé d'eau-de-vie afin de le ranimer, mais un valet maladroit met le feu au drap, ce qui provoque la mort du roi. Il n'est toutefois pas impossible que cette description ait été dressée dans le but de présenter une punition divine particulièrement effroyable aux crimes supposés de Charles II de Navarre. On ignore si la duchesse de Bretagne a publiquement affiché son chagrin, mais la mort du roi de Navarre n'attriste guère la cour de Bretagne, lasse de ses intrigues passées.
D'ailleurs, l'une des toutes premières tâches qu'entreprend Jeanne de Navarre pendant son règne est de tenter de réconcilier son époux avec son rival Olivier V de Clisson. Les relations entre les deux hommes, auparavant excellentes, se sont dégradées à partir de 1366 à cause de remarques faites par Charles II de Navarre à Jean IV de Bretagne, qui avait affirmé qu'« il aimerait mieux mourir que de souffrir telle vilenie, comme le sire de Clisson lui faisait ; car [...] il lui avait vu baiser [Jeanne Holland] par derrière une courtine ». Le duc de Bretagne aurait à compter de cette date vu son allié non plus comme son ami, mais comme l'amant de sa deuxième épouse. Peu après le troisième mariage de Jean IV, en juin 1387, Olivier de Clisson est invité à assister à la session du Parlement de Bretagne, à Vannes, mais est capturé, emprisonné et condamné à mort par son ancien allié, avant que le duc n'annule à temps cette décision. La situation s'aggrave particulièrement pendant les années qui suivent, notamment lorsqu'Olivier de Clisson est victime le 14 juin 1392 d'une tentative d'assassinat commise par Pierre de Craon, qui déclenche une campagne punitive contre la Bretagne conduite par Charles VI qui ne s'achève que par sa crise de démence, survenue le 5 août suivant.
En définitive, convaincue par son frère Charles III de la futilité de continuer à s'opposer à la France, Jeanne de Navarre entreprend de persuader son époux de renoncer à l'alliance avec Richard II d'Angleterre. Elle entre en contact avec son oncle Jean Ier de Berry le 26 novembre 1391 pour organiser à Tours une rencontre entre Charles VI de France et Jean IV de Bretagne. Le 26 janvier 1392, le mariage de Jean, fils aîné du couple ducal, avec Jeanne, la deuxième fille du roi de France, est décidé et sera célébré quatre ans plus tard, le 19 septembre 1396. La réconciliation du duc de Bretagne avec Olivier V de Clisson prend quant à elle plus de temps, mais est finalement obtenue par Jeanne de Navarre le 28 décembre 1393, lorsque ce dernier prête serment de fidélité à Jean IV à Nantes. Malgré ce revirement d'alliance, le couple ducal maintient des relations cordiales avec l'Angleterre et visite la cour de Richard II en avril 1398, afin que Jean IV de Bretagne obtienne la restitution du titre de comte de Richmond. Il est possible que Jeanne de Navarre rencontre à cette occasion son second époux, le futur Henri IV d'Angleterre, alors duc de Hereford. Une seconde rencontre a peut-être lieu avant le mois de juin de l'année suivante, lorsque Henri est banni d'Angleterre.

### Régente de Bretagne et second mariage
Le 1er novembre 1399, Jean IV de Bretagne meurt et est remplacé sur le trône par son fils aîné Jean, qui n'a pas encore dix ans. Jeanne de Navarre est immédiatement proclamée régente du duché jusqu'à la majorité de son fils : elle s'évertue pendant sa période à la tête de la Bretagne à maintenir les accords conclus avec Olivier de Clisson, qui jure fidélité au jeune Jean V le 1er janvier 1400, et organise le 23 mars 1401 le couronnement de son fils à Rennes, célébré au cours d'une cérémonie grandiose. Peu après cette cérémonie, la régente reçoit une demande en mariage d'Henri IV d'Angleterre, qui est revenu de son exil sur le continent et a renversé Richard II en septembre 1399. Même si ce mariage permet à Henri d'établir des contacts solides avec la Bretagne afin de conforter sa propre position en Angleterre, alors jugée précaire, et d'entrer en possession de l'important douaire de Jeanne, il semble que l'attraction physique entre le roi d'Angleterre et la régente de Bretagne, qui se sont déjà rencontrés, ne soit pas entièrement à exclure. Rapidement, Jeanne de Navarre donne une réponse favorable à Henri IV, mais lui précise que le mariage ne pourra être célébré avant qu'elle ait organisé le transfert de la régence à une personne de confiance ainsi que la garde de ses enfants.
Le 14 mai 1402, Jeanne de Navarre engage formellement les négociations de mariage et obtient six jours plus tard du pape en Avignon Benoît XIII une dispense pour « consanguinité au troisième degré ». Le 3 avril précédent, le mariage par procuration de Jeanne et de Henri a été célébré à Eltham, en Angleterre. Le départ de Jeanne pour l'Angleterre n'est pas pour autant organisé, cette dernière cherchant en effet à requérir du pape Benoît XIII une dispense lui permettant de vivre dans son nouveau royaume, d'obédience romaine, dans le contexte du Grand schisme d'Occident. Le pape en Avignon acquiesce à la requête de la régente de Bretagne et lui remet la dispense le 28 juillet 1402. Jeanne désire par la suite emmener ses enfants, dont Jean V, avec elle en Angleterre, mais ses oncles Jean Ier de Berry et Philippe II de Bourgogne lui font remarquer que cette exigence ne peut être satisfaite, car les barons bretons ne veulent pas courir le risque de passer sous l'influence anglaise, ce qui précipiterait une intervention française afin de contrer les velléités territoriales d'Henri IV. Après avoir en vain tenté de convaincre sa nièce de renoncer à se marier avec Henri IV, le duc de Bourgogne répond en septembre 1402 à l'appel des barons bretons afin de dénouer cette situation inextricable.
Le 1er octobre 1402, Philippe II de Bourgogne se rend à Nantes et gagne l'amitié de la famille ducale en leur offrant de multiples présents. Il convainc sa nièce de lui abandonner la régence de Bretagne ainsi que la garde de ses fils, afin de maintenir des relations correctes entre le duché et le royaume de France. Ayant juré de protéger les coutumes bretonnes et d'agir non pas au nom de la couronne de France mais celui de son petit-neveu Jean V, il reçoit formellement la régence du duché de Bretagne le 19 octobre. Peu après, il emmène le jeune duc à Paris, où ce dernier rend hommage le 3 novembre à Charles VI pour son fief. Quant à Jeanne de Navarre, elle quitte Nantes avec ses deux plus jeunes filles le 20 décembre 1402 et embarque le 13 janvier 1403 à Camaret à bord d'un navire anglais. Une forte tempête la retient cinq jours en mer avant qu'elle ne puisse débarquer à Falmouth, au lieu de Southampton, la destination initialement prévue. Ayant appris son lieu de débarquement, Henri IV accourt à Falmouth et escorte Jeanne jusqu'à la cathédrale de Winchester, où il l'épouse le 7 février. Logée par la suite à la Tour de Londres, Jeanne de Navarre est couronnée le 26 du même mois en l'abbaye de Westminster, au cours d'une cérémonie particulièrement somptueuse et majestueuse.

### Reine d'Angleterre
Dès le 8 mars 1403, Henri IV accorde à sa nouvelle épouse un douaire de 10 000 marcs, le plus important jamais accordé à cette date à une reine d'Angleterre. Ajoutée au douaire de son premier mariage, cette somme rend Jeanne de Navarre extrêmement riche et lui permet d'administrer seule sa fortune. Toutefois, cette richesse lui vaut des accusations de corruption et d'avarice, notamment à l'encontre des enfants nobles dont elle a la garde des possessions. De ce fait, le mariage d'Henri IV avec Jeanne n'est guère populaire en Angleterre, d'autant que la nouvelle reine semble avoir une faible opinion des Anglais. Ainsi, elle perçoit comme un mauvais augure à son règne le fait qu'un navire breton soit attaqué le long de la côte anglaise juste après son mariage. Par ailleurs, elle préfère demeurer avec les membres de son entourage breton, ce qui offense particulièrement la noblesse anglaise. En réaction, le Parlement ordonne en février 1405 que certains d'entre eux soient renvoyés en Bretagne, ainsi que le paiement des dettes de la reine. Malgré le mécontentement de son épouse face à ces décisions, Henri IV ne peut que lui donner tort et accepte les volontés du Parlement, dont il a alors besoin des subsides pour lutter contre le soulèvement gallois d'Owain Glyndŵr.
Malgré sa séparation avec les enfants issus de son premier mariage, Jeanne de Navarre demeure en étroit contact avec eux et confirme le 9 mars 1403 au Parlement de Bretagne sa volonté de laisser tous ses enfants sous la protection de Philippe II de Bourgogne. En février 1404, elle reçoit la visite de son deuxième fils Arthur, venu réclamer la restitution du titre de comte de Richmond, confisqué à Jean IV de Bretagne par Henri IV le 20 octobre 1399. Le roi d'Angleterre accepte la demande de son beau-fils, même si le titre aurait dû revenir à son frère aîné Jean V. Toutefois, conscient qu'exiger du duc de Bretagne son hommage pour ce titre ne ferait qu'aggraver les relations franco-bretonnes, Henri IV accepte de conférer l'honneur de Richmond à Arthur. À la même période, cependant, Jeanne doit se séparer de ses filles Marguerite et Blanche, qui étaient demeurées avec elle depuis son mariage, et les renvoyer à leur frère Jean V. Par ailleurs, elle doit accepter à contrecœur que son douaire en Bretagne soit administré par la noblesse locale, la cour du roi de France craignant que le roi d'Angleterre puisse se l'attribuer. En novembre 1408, elle s'enquiert des nouvelles de ses enfants en Bretagne et, l'année suivante, son troisième fils, Gilles, lui rend visite pendant quelques semaines.
Au cours de son règne, Jeanne de Navarre intercède plusieurs fois en faveur de rebelles. Ainsi, après l'incarcération de Maud d'Ufford à la Tour de Londres en mai 1404 pour son implication dans une conspiration visant à soutenir un débarquement français et à renverser Henri IV, la reine implore inlassablement son époux de lui rendre la liberté, ce que le roi consent finalement à faire le 16 novembre suivant. Au début de l'année 1405, elle obtient la libération sans rançon des prisonniers capturés l'année précédente lors de la bataille de Blackpool Sands : les prisonniers en question sont principalement des pirates bretons, ce qui rend la décision royale extrêmement impopulaire. En dépit de ses efforts pour maintenir la paix entre l'Angleterre et la Bretagne, la reine est accusée en 1406 de transmettre des décisions politiques secrètes à ses amis bretons, ce qui aboutit à leur expulsion définitive à la demande du Parlement. Jeanne de Navarre essaie également de maintenir la concorde au sein même de la famille royale et, bien qu'elle n'ait aucun enfant de son mariage avec Henri IV, elle entretient de bonnes relations avec les enfants issus de son premier mariage avec Marie de Bohun et prend souvent parti pour le futur Henri V dans les querelles qui l'opposent à son père.

### Veuvage et mort
Jeanne de Navarre se retrouve à nouveau veuve le 20 mars 1413, mais n'affiche aucune volonté de retourner en Bretagne ou en Navarre et conserve de très bonnes relations avec Henri V à son avènement sur le trône. Elle reçoit ainsi sous le règne de son beau-fils le titre honorifique de « reine mère ». Le 30 juin 1415, en prévision de son départ pour sa campagne militaire contre la France, ce dernier l'autorise à résider en son absence dans les châteaux de Windsor, de Wallingford, de Berkhamsted et de Hertford, et vient lui-même lui faire ses adieux. Contrairement à une assertion de l'historien anglais du XVIe siècle Raphael Holinshed, on ne dispose d'aucun élément permettant de prouver qu'Henri V a confié à sa belle-mère la régence en son absence. Après le retour en Angleterre de l'armée anglaise qui vient de triompher à la bataille d'Azincourt, Jeanne apprend que son deuxième fils Arthur fait partie des nombreux captifs. L'historien Charles Lethbridge Kinsford décrit les retrouvailles glaciales entre la reine douairière et son fils : rendant visite à sa mère pendant sa captivité, Arthur est présenté à Jeanne accompagnée de ses dames de compagnie, mais n'arrive pas à déterminer laquelle est sa mère, qu'il n'a pas vue depuis 1404, et est réprimandé par celle-ci lorsqu'elle révèle son identité.
Toutefois, le 27 septembre 1419, Henri V décide subitement de confisquer l'immense douaire de sa belle-mère et, quatre jours plus tard, ordonne son arrestation alors qu'elle se trouve en son manoir de Havering-atte-Bower. Cet événement survient peu après la confiscation des biens du confesseur personnel de Jeanne de Navarre, John Randolph, et l'accusation lancée par ce dernier à l'encontre de sa maîtresse, qui aurait « comploté et manigancé pour la mort et la destruction de notre seigneur le roi de la manière la plus diabolique et la plus terrible qui soit ». Deux jours avant la confiscation des terres de la reine douairière, Henry Chichele, archevêque de Canterbury, avait écrit aux évêques d'Angleterre pour les informer que le roi requérait leurs prières pour se protéger contre les machinations surnaturelles des nécromanciens qui tenteraient de le détruire. L'accusation contre Jeanne de Navarre demeure toutefois obscure : son accusateur est incarcéré et meurt dans d'étranges circonstances en prison, tandis qu'Henri V refuse d'intenter un procès pour sorcellerie à l'encontre de sa belle-mère. Vraisemblablement, la conduite d'Henri V à l'encontre de Jeanne vise à lui permettre d'accaparer les riches possessions de la reine douairière afin de financer sa guerre coûteuse contre la France.
Recluse entre décembre 1419 et mars 1420 au château de Pevensey dans le Sussex, puis entre mars 1420 et août 1422 au château de Leeds dans le Kent, Jeanne de Navarre connaît une captivité aux conditions plus qu'honorables, puisqu'elle reçoit son beau-fils Humphrey, duc de Gloucester et frère d'Henri V, ainsi qu'Henri Beaufort, évêque de Winchester. Cette attitude particulièrement clémente à l'encontre d'une personne accusée de sorcellerie montre la faiblesse des chefs d'accusation portés contre la reine douairière. En août 1422, alors qu'il agonise en France, Henri V, probablement pris de remords, ordonne la libération de sa belle-mère. Jeanne mène par la suite une existence reculée et établit sa résidence principale au château de Nottingham, mais ce n'est que le 13 juillet 1433 qu'elle obtient du jeune Henri VI la pleine restitution de son douaire. Elle décède le 9 juillet 1437 en son manoir de Havering-atte-Bower et est inhumée le 11 août suivant en la cathédrale de Canterbury, où son second époux Henri IV avait déjà été inhumé. Situées dans le côté Nord de la chapelle de la Trinité, leurs tombes, probablement commandées par Jeanne de Navarre elle-même, sont recouvertes de leurs gisants, réalisés en albâtre, couronnés et vêtus de leurs robes de cérémonie.

## Descendance
De son premier mariage avec Jean IV de Bretagne, célébré le 2 octobre 1386 à Saillé, Jeanne de Navarre a neuf enfants :
- Jeanne (12 août 1387 – 7 décembre 1388), sans alliance, ni postérité ;
- Isabelle (octobre 1388 – décembre 1388), sans alliance, ni postérité ;
- Jean V (24 décembre 1389 – 29 août 1442), duc de Bretagne du 1er novembre 1399 au 29 août 1442 et comte de Montfort du 1er novembre 1399 au 15 septembre 1427, épouse le 19 septembre 1396 Jeanne de France, d'où postérité ;
- Marie (18 février 1391 – 18 décembre 1446), épouse le 26 juin 1396 Jean Ier d'Alençon, d'où postérité ;
- Marguerite (1392 – 13 avril 1428), épouse le 26 juin 1407 Alain IX de Rohan, d'où postérité ;
- Arthur III (24 août 1393 – 26 décembre 1458), duc de Bretagne du 22 septembre 1457 au 26 décembre 1458, épouse en premières noces le 10 octobre 1423 Marguerite de Bourgogne, sans postérité, puis en deuxièmes noces le 29 août 1442 Jeanne d'Albret, sans postérité, et enfin en troisièmes noces le 2 juillet 1445 Catherine de Luxembourg-Saint-Pol, sans postérité ;
- Gilles (1394 – 19 juillet 1412), seigneur de Chantocé, sans alliance, ni postérité ;
- Richard (1395 – 2 juin 1438), comte de Vertus, d'Étampes et de Mantes, épouse le 29 août 1423 Marguerite d'Orléans, d'où postérité ;
- Blanche (1397 – août 1416), épouse le 16 juin 1407 Jean IV d'Armagnac, d'où postérité.

Son second mariage avec Henri IV d'Angleterre, célébré le 7 février 1403 à Winchester, ne produit aucune descendance.